# Diego Rodríguez (pintor)

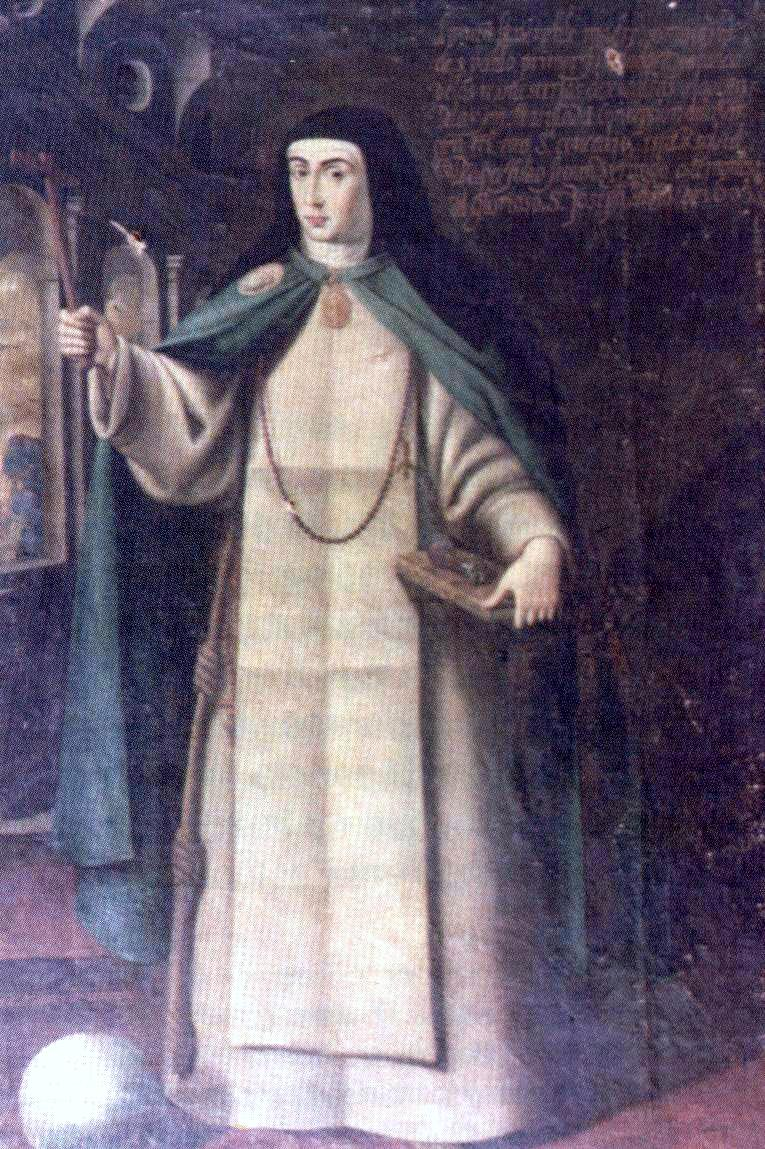
Sor María de San Pablo, óleo sobre lienzo, 182 x 126 cm, Madrid, Museo del Prado, en depósito en el convento de Concepcionistas.

Diego Rodríguez, fallecido en 1661, fue un pintor barroco español activo en Madrid.

## Biografía
Por el primero de sus testamentos, que firmó en 1654 en unión de su esposa, en el que ordenaba enviar «a la Villa de Villaharta, en el partido de Escalona, donde me crié, con todo el cuidado posible, un quadro de pintura del señor San Pedro, del tamaño de bara y media de alto y bara y quarta de ancho, copia de Jusepe de Ribera, para que se fije en la iglesia parroquial de la dicha Villa por memoria mía y de mis padres», cabe deducir que fuese originario de Villarta, un despoblado de la provincia de Toledo ya en tiempos de Madoz. Casado con María de Hartiaga y Camargo, originaria de Melgar de Fernamental, y sin hijos, el matrimonio residía de alquiler en Madrid en la calle de le Merced, en casas que eran de la Compañía de Jesús.
Reclutaba a su clientela primordialmente entre la aristocracia. Según lo que declaraba en el mismo testamento, tenía concertada con el marqués de las Navas la pintura de ocho lienzos para el retablo del convento de San Pablo en Las Navas del Marqués, por los que debía cobrar 4.450 reales. También era acreedor del conde de la Revilla, quien le debía cien ducados de vellón por unos retratos, una imagen de la Virgen, copia de Anton van Dyck, y otra del Cristo de los Premonstratenses; el conde de Santisteban aún le debía 500 reales por algunas pinturas no especificadas y por el dorado y estofado de una imagen de Santa Teresa, y Juan de Saavedra, caballero de la Orden de Santiago y alguacil mayor de la Inquisición de Sevilla, le debía 2.150 reales por los que se le deberían entregar cuando los satisficiese una pintura de Apolo y Midas, copia de Correggio, un Cristo Crucificado, que se decía original de Orazio Borgianni, otro Calvario de Eugenio Cajés, un retrato ecuestre del conde-duque de Olivares, «que es original de Diego de Belázquez», y una batalla de Juan de la Corte. Aun cuando se tratase indudablemente de copias que él mismo podría haber pintado y no de los originales, es posible comprobar también en el citado testamento que Diego Rodríguez hacía compatible su trabajo de pintor con el mercadeo de obras de arte, y así declaraba haber vendido a García de Porras, del Consejo de su Majestad, las pinturas que le había entregado el platero Duarte Méndez.
El 28 de marzo de 1661, gravemente enfermo, dictó nuevo testamento declarándose acreedor del marqués de Heliche, del que se decía su servidor, quien le debía 4.000 reales; el conde de la Revilla le debía 200 ducados, el de Fuensalida 670 reales de cuatro pinturas y el de Santisteban 2.000 reales, pero ahora también confesaba algunas deudas, incluyendo ciertas cantidades por el alquiler de la casa de la calle de la Merced en la que seguía viviendo y por el entierro de su mujer. Al escultor Pedro Abella le debía 1.150 reales, por los que le había empeñado tres alhajas de plata, y la justicia le había confiscado recientemente una escultura de San Juan de bulto a requerimiento de la viuda de un tal Antonio Rodríguez a quien debía cien reales. Dejaba por heredera a su alma. Solo un día después fue enterrado en el convento de la Merced, frontero de su domicilio.

## Obra
La pintura de Diego Rodríguez, según Pérez Sánchez, es todavía heredera de la monumentalidad escurialense, interpretada con sequedad. Lo poco que se conoce de su obra se reduce a un pequeño número de pinturas al óleo, todas ellas firmadas: la Asunción con san Juan y santa Catalina (1630), en el convento de Rivas del Jarama, una Inmaculada en el Museo de Bellas Artes de Bilbao, el retrato del duque de Lerma como cardenal conservado en la Colegiata de San Pedro de Lerma (Burgos), firmado «Diego Rodríguez f. 1638», y dos cuadros propiedad del Museo del Prado, procedentes del Museo de la Trinidad: el retrato de Sor María de San Pablo, fundadora de la Orden de Descalzas de la Inmaculada Concepción, y un San Pablo fechado en 1650, de estilo poco más avanzado.